# رالف ديفيس (لاعب كرة قدم أمريكية)
رالف ديفيس (بالإنجليزية: Ralph Davis)‏ هو لاعب كرة قدم أمريكية أمريكي، ولد في 30 مايو 1922 في سيمور في الولايات المتحدة، وتوفي في 26 سبتمبر 1992 في نورث بروك في الولايات المتحدة.

## وصلات خارجية
- رالف ديفيس على موقع مرجع كرة القدم المحترفة.كوم (الإنجليزية)